# Vratidlo

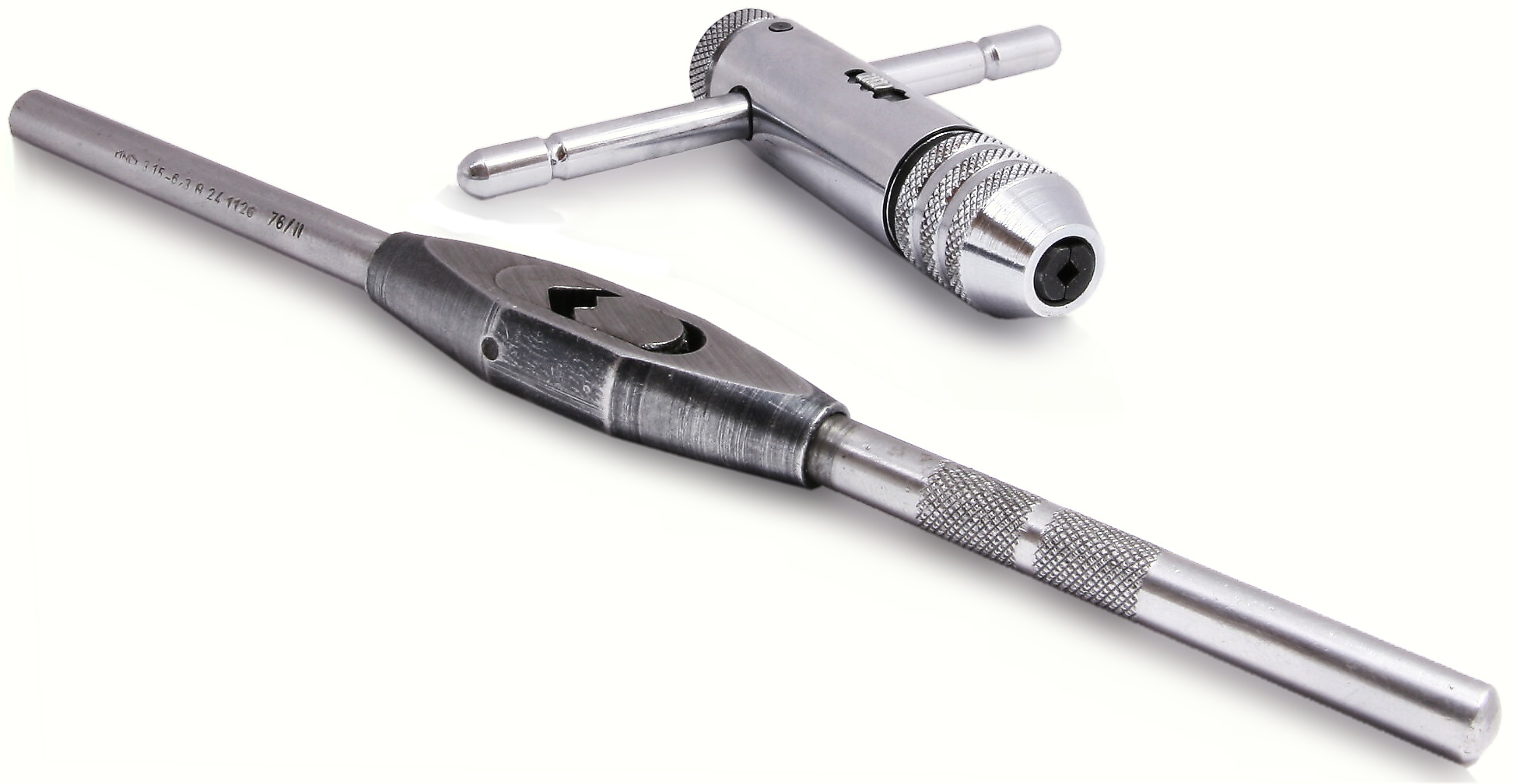
Vratidla

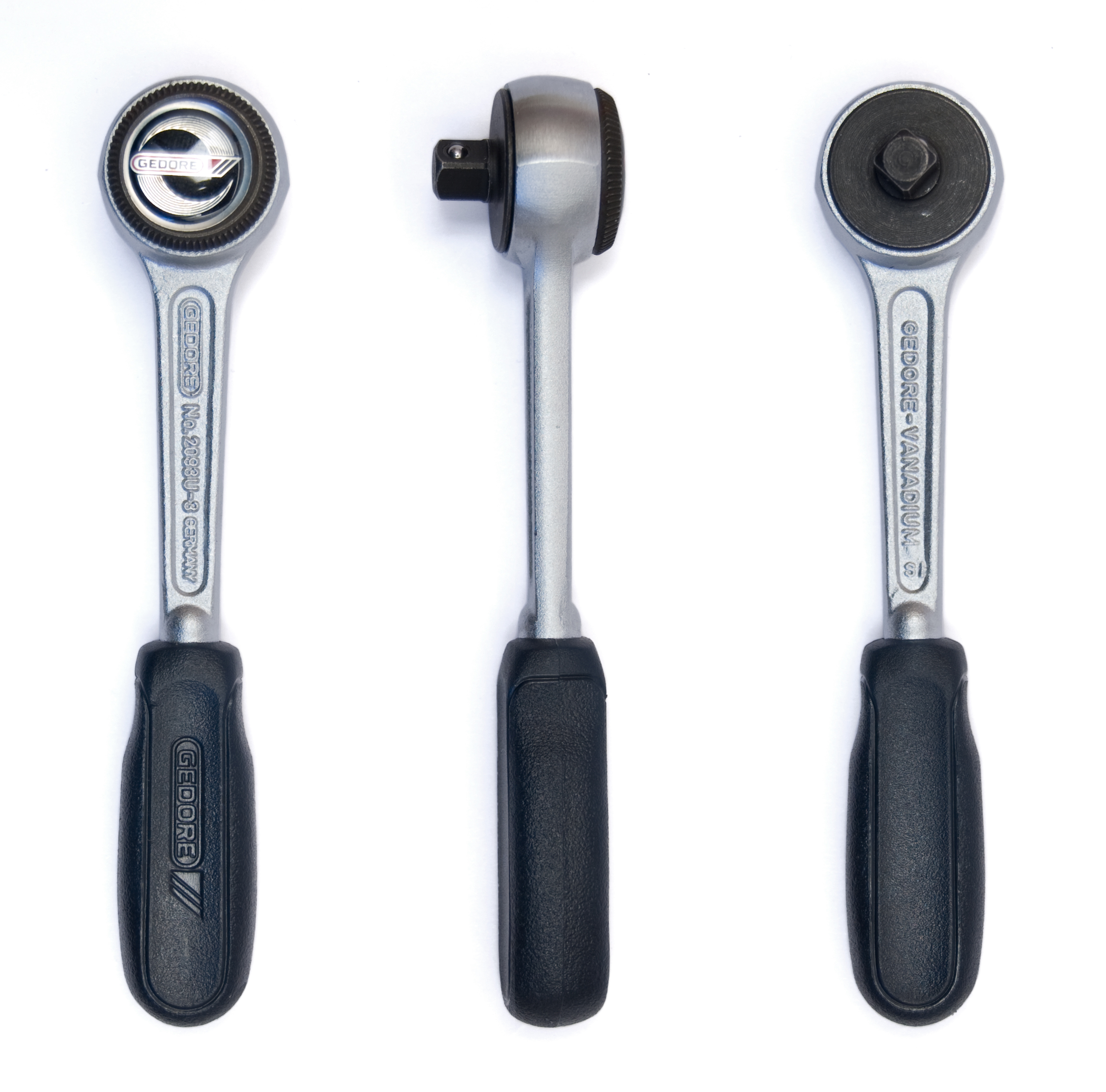
Vratidlo s ráčnou

Vratidlo je páka pro otáčení upevněným nástrojem. Mechanismus pro upevnění nástrojů bývá univerzální pro více nástrojů různých velikostí, například pro upevnění závitníku, výstružníku s čtvercovou stopkou nebo závitového očka. Vratidla mají různé velikosti a mohou být ruční, strojní, případně opatřená ráčnou.
Ruční vratidlo má dvě ramena, jimiž se dá nástrojem pomalu otáčet. Vratidlo může mít několik čtverhranných otvorů pro různé velikosti stopky nástroje, nebo má pohyblivou čelist. Otáčením jednoho z ramen (obvykle s vroubkováním) se čelist posouvá, až pevně sevře stopku nástroje. Do vratidla na závitová očka se očka upínají obvykle třemi šroubky ("červíky"), kterými se stavitelné očko dá více nebo méně sevřít. Protože očka mají normované vnější průměry, lze do téhož vratidla upnout očka pro několik různých závitů.
Vratidlo s ráčnou slouží nejčastěji k utahování a povolování šroubů, případně matek. Má jediné rameno, na něž se prostřednictvím ráčny nasazují nástavce pro různé velikosti vnitřních i vnějších šestihranů, případně i jiné tvary drážek šroubů (přímočaré, křížové atd.) Ráčna čili rohatka se západkou může přenášet pohyb vratidla na nástroj jen v jednom (přepínatelném) směru, což umožňuje pohodlnou práci ve stísněných místech např. uvnitř stroje nebo motoru. Má možnost přepínání na levé otáčení, pravé otáčení nebo obousměrný pohyb, takže se díky ráčně nemusí nástroj při "zpětném" pohybu sundavat. Vratidlo s ráčnou se obvykle dodává jako součást sady různých pracovních nástavců v krabičce (viz Nástrčkový klíč, hovorově Gola).
Zvláštní případ jednoramenného ručního vratidla představuje momentový klíč, který dovoluje omezit moment síly při utahování šroubu. Používá se hlavně v automobilovém průmyslu a opravárenství. 
Strojní vratidlo má několik součástí. Držák s morse kuželem pro přesné vedení a kovovou tyč pro držení v ruce.